# Conradinum
Das Conradinum war eine für die preußische Schulgeschichte bedeutsame höhere Schule in Jenkau (heute polnisch: Jankowo Gdańskie) bei Danzig, die auf eine Stiftung von Karl Friedrich Freiherr von Conradi (1742–1798) zurückgeht. Sie bestand von 1801 bis 1945.

## Name
Freiherr von Conradi entstammte einem Danziger Patriziergeschlecht. In seinem Testament 1794 verfügte er die Gründung des „Von Conradi’schen Provinzial-Schul- und Erziehungs-Instituts“ in Jenkau, etwa 10 Kilometer südwestlich der Stadt auf der Danziger Höhe, an der Straße von Danzig nach Berent. Als Conradinum hat es in der deutschen Bildungsgeschichte und in der Schulgeschichte Danzigs große Bedeutung gehabt. Die polnische Schule hat 1995 den Namen Conradinum in ihren offiziellen Namen aufgenommen und nimmt damit die Tradition der deutschen Schule für sich in Anspruch. Sie hat in Polen einen guten Ruf.
Günter Grass, der das Conradinum besuchte, erwähnt es in seiner Danziger Trilogie, insbesondere in Katz und Maus (Novelle). Die in inhaltlichem Zusammenhang damit genannten Personen sind allerdings fiktiv.

## Geschichte
Zu Michaelis 1801 wurden Conradis Absichten im Einvernehmen mit der preußischen Regierung in Danzig umgesetzt. Zwei Landschulen in Nassenhuben und Bankau und das Institut in Jenkau, verbunden mit einem Alumnat (Internat mit einigen Freiplätzen) nahmen ihren Betrieb auf. Für Jenkau wurde als erster Direktor Reinhold Bernhard Jachmann, der dritte Prediger und Rektor der gelehrten Schule in Marienburg, gewonnen. Er versuchte eine Schule im Sinne des Neuhumanismus zu gründen, wozu jedoch der Ort nicht geeignet war. Das Gymnasium Danzig setzte sich durch. Von 1806 bis 1811 war Karl Heinrich Pudor Lehrer am Conradinum.
In die beiden Landschulen, Nassenhuben in der Danziger Niederung, Bankau auf der Höhe, sollten „alle Kinder aus meinen Gütern männlichen und weiblichen Geschlechts und die Kinder aus angrenzenden Dörfern“ Zutritt haben, hieß es im Testament. Daneben stand die Provinzialschule in Jenkau, „welche zur Ausbildung der in denen von mir fundirten Landschulen, und in anderen Schulen in den ersten Vorkenntnissen unterrichteten Jünglinge männlichen Geschlechts dergestalt bestimmt ist, daß der größere Theil zu erfahrenen Landwirthen, zu Schullehrern und zu Handwerkern vorbereitet, ausgezeichnete Genies aber im Studiren so weit geführet werden, daß sie entweder auf die Academie oder auf ein Gymnasium geschickt werden können.“
Entwicklung des Conradinums:
- 1801–1814: gelehrte Schule (sechsklassiges Gymnasium) in Jenkau bei Danzig
- 1819–1843: Schullehrer-Seminar mit Erziehungsanstalt
- 1843–1879: Höhere Bürgerschule (siebenklassig) mit Lateinunterricht
- 1879–1900: Realprogymnasium (zunächst siebenklassig, ab 1892 sechsklassig) mit Lateinunterricht
- 1900–1911: Realschule (ohne Latein); Aufbau eines Progymnasiums in Langfuhr, feierliche Einweihung des neuen Conradinums in der Krusestraße in Danzig-Langfuhr am 17. Oktober 1900
- 1911–1945: Ausbau zur Oberrealschule mit dreiklassigem Progymnasium, dreiklassiger Vorschule und Alumnat

Nach dem Krieg wurde in dem unversehrt gebliebenen Gebäude, an dem auch der Schriftzug „Conradinum“ über dem Eingangsportal erhalten geblieben war, das „Liceum Budownictwa Okrętowego“ (eine Schiffbauschule), später das „Technikum Budowy Okrętów“ eingerichtet. Im Juni 1991 begann das „XVIII Liceum Ogólnokształcące“ (das XVIII. allgemeinbildende Lyzeum). Im Jahre 1995 begann ein neuer Schultyp: das „Liceum Techniczne Nr 3“. Die Schule nennt sich jetzt „Szkoły Okrętowe i Ogólnokształcące Conradinum“ (Schifffahrts- und Allgemeinbildende Schule Conradinum).

## Direktoren des Conradinums
- Reinhold Bernhard Jachmann, 10. Oktober 1801 bis 15. Februar 1814
- Franz Passow, 15. Februar 1814 (Schließung der Schule wegen des Krieges)
- Peter Friedrich Theodor Kawerau, 1819 bis 1825
- Johann Abraham Steeger, Oktober 1825 bis 14. Oktober 1839
- Otto Eduard Ferdinand Neumann, 1839 bis 1868
- Otto Eichhorst, 1868 bis Ostern 1875
- Ernst Bonstedt, 4. April 1875 bis 31. März 1911
- Karl Gade, 1. April 1911 bis 30. Juni 1929
- Walter Millack, 1. Juli 1929 bis 1945
- Aleksander Potyrała, 1945–1949
- Józef Wełniak, 1949–1951
- Edward Baczyński, 1951–1954
- Stanisław Wróblewski, 1954–1959
- Jan Młynarczyk, 1959–1971
- Edward Cebulak, 1971–1982
- Kazimierz Bucholc, 1982–1991
- Sławomir Proczko, 1991–1998
- Anna Wasilewska, seit 1998

## Absolventen
- Franz Wenzlaff (1810–1888), Pädagoge, Abgeordneter und Vizepräsident der Mecklenburgischen Abgeordnetenversammlung, Schuldirektor und Professor an der Berliner Bauakademie
- Werner Hahlweg (1912–1989), Militärhistoriker und Militärwissenschaftler